# Патманьга
Патманьга — река в России, на Кольском полуострове, течёт по территории Ловозерского района Мурманской области. Устье реки находится в 111 км по правому берегу реки Поной. Длина реки — 20 км.

## Данные водного реестра
По данным государственного водного реестра России относится к Баренцево-Беломорскому бассейновому округу, водохозяйственный участок реки — река Поной. Речной бассейн реки — бассейны рек Кольского полуострова и Карелии, впадает в Белое море.